# Opium for the Masses
Opium for the Masses je prvi studijski album slovenske stoner metal skupine Omega Sun, izdan marca 2017 pri slovenski založbi On Parole Productions. Vsebuje šest pesmi, vse so odpete v angleščini. Album je odigran v mešanici stoner rocka in heavy dooma z melodičnimi značilnostmi devetdesetih in vokalnimi vplivi sedemdesetih, zato skupino primerjajo z ameriškimi stonerji Kyuss. Opium for the Masses je prejel večinoma pozitivne odzive tako poslušalstva kot kritike.

## Ozadje
Po svojem prvem instrumentalnem demu iz leta 2013 in digitalnem singlu "Early Morning (All Is Nothing)" iz leta 2014 je skupina pri slovenski založbi On Parole Productions izdala prvenec Opium for the Masses. Album je uvrstil Omega Sun na pozicijo najbolj opazne stoner metal skupine v Sloveniji. Predstavili so ga 16. decembra 2017 v koprskem CMK.

## Kritični odziv
Opium for the Masses je prejel večinoma pozitivne kritike tako občinstva kot kritike. Rok Soczka Mandac je na Muzikobala.com albumu prisodil 4 zvezdice od 5 z razlago, da je album "zvokovno dobro posnet, skladbe so postavljene zanimivo in nudijo odlično podlago za navdahnjenega pevca." Zapisal pa je tudi, da je na albumu pogrešal atipične pesmi in da kot celota deluje preveč homogeno.  Justin Hulford je na portalu The Rocktologist album ocenil z 18 od 20, kjer je pohvalil "stalno prisotnost doom zvoka, kljub sofisticiranosti in raznolikosti pesmi. Glasba je solidna, vokali pa bogati in polni idej."

## Seznam pesmi
| Št.             | Naslov                   | Dolžina |
| --------------- | ------------------------ | ------- |
| 1.              | „Despising What You See‟ | 5:14    |
| 2.              | „Burn Away‟              | 6:31    |
| 3.              | „Kneel‟                  | 6:46    |
| 4.              | „No Time To Stay‟        | 5:27    |
| 5.              | „Masquerade‟             | 5:45    |
| 6.              | „Diego‟                  | 5:21    |
| Skupna dolžina: | Skupna dolžina:          | 35:04   |

## Zasedba
Omega Sun
- Igor Kukanja — vokal, bas kitara
- Aris Demirović — kitara
- Sebastian Vrbnjak — bobni